# 김세한
김세한(1946년 7월 17일 ~ ) 은 대한민국의 성우이다. 1970년 동아방송에 입사했으며, 1980년 언론통폐합으로 동아방송이 KBS에 합병되면서 현재는 KBS 12기 성우로 분류된다. 현재는 프리랜서이며, 2004 라디오 연기대상에서 대상을 수상하였다.

## 출연작품

### 전담 성우
- 로버트 패트릭
  - X파일(KBS) - 존 도갯
  - 로스트(KBS) - 힙스
  - 패컬티(KBS) - 월리스 코치
- 제임스 우즈
  - 라이딩 위드 보이즈(KBS) - 에블린 아빠
  - 홀로코스트(KBS) - 카를 바이스
  - 스페셜리스트(KBS) - 네드 트렌트
  - 존 큐(KBS) - 터너
  - 콘택트(KBS) - 키츠
  - 또다른 탄생(SBS) - 빌
- 알랑 드롱
  - 르 지탕(KBS) - 르 지탕 역
  - 부메랑(KBS) - 자크 바트킨 역
  - 볼사리노 2(KBS) - 로크 시프레디 역

### 영화/외화
- 바람과 함께 사라지다(KBS, SBS) - 애슐리 윌크스 (레슬리 하워드) 역
- 세 남자와 아기 바구니 : 18년 후(SBS) - 자크 역
- 투 터프 가이즈(SBS) - 페냐 (제이미 블랑슈) 역
- 니키타(SBS) - 마르코장위그 앙글라르) 역
- 하프 어 챈스(SBS) - 줄리앵 비냘 (알랭 드롱) 역
- 사운드 오브 뮤직(SBS) - 트랩 대령 (크리스토퍼 플러머) 역
- 투명인간의 사랑(SBS) - 닉 핼로웨이 (체비 체이스) 역
- 식스 데이 세븐 나잇(KBS) - 프랭크 (데이비드 슈위머) 역
- 엔드 오브 데이즈(KBS) - 사탄 (개브리얼 번) 역
- 컴퓨터 용사 트론(KBS) - 샤크 (데이비드 워너) 역
- 남자의 세계(KBS) - 슈테판 (발터 시틀레르) 역
- 미로(KBS) - 브레냑 박사 (램버트 윌슨) 역
- 사이먼비치(KBS) - 러셀 (데이비드 스트래던) 역
- 비바 라스베이거스(KBS) - 만치니 백작 (세세어 다노바) 역
- 크로커다일 던디3(KBS) - 로스맨 (제어 번즈) 역
- 헐리우드 엔딩(KBS) - 에드 (조지 해밀턴) 역
- 댈러웨이 부인(KBS) - 피터 월시 (마이클 키첸) 역
- 케인호의 반란(KBS) - 매릭 대위 (밴 존슨) 역
- 순수의 시대(KBS) - 뉴랜드 아처 (대니얼 데이루이스) 역
- 캐치 미 이프 유 캔(KBS) - 아버지 (크리스토퍼 워컨) 역
- 어느 이혼녀의 고백(KBS) - 허버트 (페리 킹) 역
- 아문센(KBS) - 아빠 역
- 프레리 홈 컴패니언(KBS) - 가이 루안(케빈 클라인) 역
- 말할 수 없는 비밀(KBS) - 음악 선생님(우청준) 역
- 왕중왕(한국비디오선교회) - 예수 역
- 프랑스 중위의 여자(KBS) - 찰스(제레미 아이언스)
- 측천무후(SBS) - 고종황제(이치) 역
- 공포의 비행(KBS) - 닉(마크 린제이 채프먼) 역
- 사랑의 굴레(영어판)(SBS) - 피터 역
- 세가지 색 레드(SBS) - 판사 역
- 시네마 천국(SBS) - 중년 토토(자크 페렝) 역
- 페이싱(SBS) - 쟝(장 위그 앙글라드) 역
- 사이코4(KBS) - 노먼 베이츠(안소니 퍼킨스) 역
- 못말리는 로빈 후드(KBS) - 성주(로저 리스) 역
- 뒤죽박죽 고향방문(KBS) - 류크(톰 위파트) 역
- 프리 머니(KBS) - 래리(토마스 헤이든 처치) 역
- 토파즈(KBS) - 앙드레(프레드릭 스테포드) 역
- 오리엔트 특급 살인 사건(97년 더빙판/KBS) - 매퀸(앤서니 퍼킨스)
- 한 여름밤의 미소(KBS) - 프레드릭 에게르만(군나르 비요른스트란트) 역
- 배드 컴퍼니(SBS) - 빅 그라임즈(프랭크 란젤라) 역
- 언컨디셔널 러브(SBS) - 빅터 폭스(조나단 프라이스) / 기장 외
- 셧 업(SBS) - 감옥 내 의사(앙드레 뒤솔리에) 역
- 크로우3(KBS) - 랜들(윌리암 아서톤) 역
- 올랜도(KBS) - 쉘머딘(빌리 제인) 역
- 백야(KBS) - 콜리야(미하일 바리시니코프) 역
- 더 셀(KBS) - 헨리(딜란 베이커) 역
- 마이 러브(KBS) - 에이드리언(카르멜로 고메즈) 역
- 스톰 셀(KBS) - 트라비스(앤드류 에어리) 역
- 어글리 멜라니(KBS) - 내레이션(쟝 클로드 드레이퍼스) 역
- 비련의 신부(KBS) - 페르귀스(찰스 덴너) 역
- 리치 걸(KBS) - 뮤지선(돈 마이클 폴) 역
- 황야의 7인(KBS) - 빈(스티브 맥퀸) 역
- 사랑의 추억(KBS) - 뱅상 역
- 자이언트(KBS)
- V(KBS) - 카일 베이츠(제프 야거)
- 비련의 연인(KBS)
- 무서운 영화2(KBS)
- 알비노 엘리게이터(KBS)
- 콰이강의 다리(KBS) - 클립턴(제임스 도날드)
- 프롬프터(KBS) - 마커스(필립 산덴)
- 비버리 힐스 캅 2(SBS) - 로즈우드(저지 레인홀드)
- 우정있는 설복(KBS) - 가드(피터 마크 리치먼)
- 골치 아픈 여자(KBS) - 얼 모트(빌 풀먼)
- 어느 날 밤에 생긴 일 (KBS) - 웨슬리(제임슨 토머스)
- 사막의 천사 제씨 (KBS) - 샘(스코트 윌슨)
- 스미스씨 워싱턴에 가다(KBS) - 제퍼슨 스미스(제임스 스튜어트)
- 도리언 그레이의 허상 (KBS) - 헨리 로드(앤서니 퍼킨스)
- 의적 실버브레이드(SBS) - 루시우스(휴 그랜트)
- 돌아온 제5전선(KBS) - 니콜라스 블랙 (테이오 펭글리스)

### 만화영화
- 예수(SBS) - 예수 역
- 이집트 왕자(SBS) - 신 역
- 달타냥의 모험(KBS) - 아토스, 버킹엄 공작 역
- 카드캡터 체리(SBS) - 체리 아빠(나중), 크로우 리드 역
- 천하무적 멍멍기사(KBS)
- 몬스터(투니버스) - 프란츠 보나파르트 역
- 명탐정 코난: 진홍의 연가(서원상)

### 라디오 드라마

#### KBS
소설극장 (KBS 3라디오)
- 2007.08.03 ~ 2007.10.31 박범신 <풀잎처럼 눕다> (해설)
- 2011.07.03 ~ 2011.08.15 박범신 <은교> (이적요)

라디오 극장 (KBS 한민족 방송)
- 2006.09.01 ~ 2006.09.30 이상락 <누더기 시인의 사랑> (이민구)
- 2007.12.01 ~ 2007.12.31 안수길 <북간도>
- 2008.12.01 ~ 2008.12.31 이청준 <아리아리강강> (남도섭)
- 2009.08.01 ~ 2009.08.31 이상민 <빨간 자전거> (윤인호)
- 2010.04.01 ~ 2010.04.30 김영하 <검은 꽃> (이종도)
- 2011.01.01 ~ 2011.01.31 권현숙 <에어홀릭> (루다의 아버지)
- 2011.05.01 ~ 2011.05.31 박석준 <그루터기> (이서우)

라디오 독서실 (KBS 2라디오)
- 2000.01.23 송은상 <환지통> (나 / 해설)
- 2000.04.23 정연희 <바위눈물> (그)
- 2000.07.30 엄창섭 <황금색 발톱> (나 / 해설)
- 2000.11.19 이순원 <첫사랑> (나 / 해설)
- 2001.02.04 은희경 <내가 살았던 집>
- 2001.04.01 미치 앨범 <모리와 함께 한 화요일> (나 / 해설)
- 2001.06.03 오성찬 <세한도> (김정희)
- 2001.09.02 강석격 <나는 너무 멀리 왔을까> (관)
- 2001.12.02 공선옥 <수수밭으로 오세요> (해설)
- 2002.07.14 윤후명 <나비의 전설> (나 / 해설)
- 2002.09.15 마르셀 에메 <벽으로 드나드는 남자> (해설)
- 2004.01.25 김성민 <그녀가 본 세상> (남편)
- 2004.03.28 시게마츠 키요시 <비타민 F> (다츠야)
- 2005.03.13 성석제 <본래면목> (해설)
- 2005.07.24 김   훈 <언니의 폐경> (김부장)
- 2005.10.30 김영현 <나는 몽유하리라> (노숙자)
- 2006.02.12 임철우 <나비길> (청년)
- 2006.07.23 이만교 <나쁜 여자, 착한 남자> (나)
- 2006.08.27 전상국 <동행> (사내)
- 2006.09.10 전경린 <야상록> (해설)
- 2006.12.17 김도연 <출가> (해설)
- 2008.11.23 김연수 <내겐 휴가가 필요해> (해설)
- 2009.11.08 박민규 <근처> (나 / 해설)
- 2011.02.20 해이수 <절정> (왕)
- 2013.07.07 김희선 <이제는 우리가 헤어져야 할 시간> (존스 기자)

KBS 무대 (KBS 한민족 방송)
- 1999.08.15 그 여름의 악녀 (태원)
- 1999.09.12 나의 사소한 연애의 역사 (나 / 해설)
- 2000.04.02 두번째 첫사랑 (민규)
- 2000.07.09 그대가 이 세상에 있는 것만으로 (박준호)
- 2000.09.17 한 여름밤의 꿈 (도훈)
- 2001.10.28 계약이혼 (김진현)
- 2002.03.10 에로스와의 전쟁 (아버지)
- 2002.07.07 당신이 내가 될 때 (송경민)
- 2002.11.03 미장원에 다녀오다 (순기)
- 2003.02.23 호수 (강지환)
- 2003.10.12 반딧불이 마을 (혜진)
- 2005.01.16 아내의 첫사랑 (정종준)
- 2006.01.21 그 여자의 행방 (나)
- 2008.03.29 존경합니다, 총통각하 (오일선)
- 2010.06.12 여자의 쪽배 (교수)
- 2012.11.17 얼굴 (허인생)
- 2013.08.03 아무 곳에도 없는 그녀 (강화백)
- 2013.11.30 타고났거나 변했거나 (남편)
- 2014.02.08 프로이트 보고서 (동수)
- 2014.05.17 환승 (한교수)
- 2014.07.19 문을 닫다 (박영감)

엄길청의 성공시대 (KBS 2라디오)
- 2007.01.29 ~ 2007.02.10. 제86화 키위재벌 정운천의 참다래 망다래 이야기 (정운천)

특별기획 <이금희의 신화 오딧세이> (KBS 3라디오)
- 2010.11.17 남미 신화 <나무인간의 비극> (남신1)

특집기획 라디오 다큐멘터리, 라디오 드라마 (KBS)
- 2013.03.07 KBS 1라디오 2013 희망가 우리 시대 의사의 조건 - 1부 기적은 없다 (전범석 교수)

#### EBS
라디오 문학관 (EBS FM)
- 2003.09.29 ~ 2003.10.01 우리 소설 100선 - 이상 <날개> (나 / 해설)
- 2003.11.10 ~ 2003.11.13 우리 소설 100선 - 장용학 <요한시집> (누혜)
- 2004.01.08 ~ 2004.01.10 우리 소설 100선 - 이순원 <말을 찾아서> (나 / 해설)
- 2004.02.19 ~ 2004.02.21 우리 소설 100선 - 한무숙 <감정이 있는 심연> (나 / 해설)
- 2005.02.14 ~ 2005.02.16 한국 단편소설 50선 - 윤정모 <밤길> (김신부)
- 2005.09.15 ~ 2005.09.16 한국 단편소설 50선 - 박영준 <모범경작생> (성두)
- 2005.11.28 ~ 2005.11.30 한국 단편소설 50선 - 전광용 <꺼삐딴 리> (이인국)
- 2005.12.05 ~ 2005.12.07 한국 단편소설 50선 - 김승옥 <서울, 1964년 겨울> (사내)
- 2005.03.31 ~ 2005.04.02 세계 단편소설 50선 - 고골 <외투> (아카키 아카키예비치)
- 2005.07.29 ~ 2005.07.30 세계 단편소설 50선 - 헨리크 시엔키에비치 <등대지기> (스칸빈스키)

### 게임
- 진삼국무쌍 2~4 - 제갈량

### 방송
- 아침드라마 사랑, 그리고 이별  (KBS2) (해설)
- 그림을 그립시다(EBS) (해설)
- 생방송 오늘저녁(MBC)

### 광고
- 종근당 (펜잘)(성우:한상덕)
- 동아제약 (위청수) (비오자임)
- 글락소스미스클라인 (옥시커버) (파로돈탁스)
- 롯데네슬레코리아 (마일로)
- 동양매직 (매직쉐프)
- 동서식품 (맥스웰커피) (프리마) (동서보리차) (맥스웰커피믹스)
- 대일화학 (콜패치)
- 현대자동차 (프레스토)
- 샘표식품 (양조간장 500)[3]
- 삼익제약 (브리타정수기) (성우:권희덕)
- 신신제약 (새찜파스,에어신신파스)
- 노루표페인트
- 나드리화장품 (그레이스화장품) (성우:박윤아)
- 동아연필
- 한국얀센 (후루버말)
- 오뚜기 (골드마요네스)
- 아모레퍼시픽 (메디안치약)
- 현대백화점
- 남양유업 (아기밀F)(성우:권희덕) (꼬모),(바로바로)
- 동아오츠카 (포카리스웨트)[4]
- 부광약품 (훼로바) (에세푸릴) (아락실) (잔메드)
- 영진약품 (맨소래담로숀)
- 롯데칠성음료 (청하소주)
- 대도제약 (아토실)
- 피죤 (울트라피죤)
- (주)논노 (논노패션,마르시아노)
- SK케미칼 (타마렌)
- 한국GM (티코)
- 원샷칵테일하우스
- 금강제화 (르느와르 시크리트) (르느와르애비뉴) (르느와르프리벨) (리갈) (휘어레디) (갈란테) (비제바노)
- 우리들제약(구 수도약품) (네프리스)
- 삼일제약 (산스타지)
- 포키아동복
- 노루표페인트
- 롯데웰푸드 (엄마손파이) (후라보노껌)
- 롯데푸드 (로스팜) (후라이드치킨)
- 홈플러스 (한국까르푸)
- LG생활건강 (에티켓) (드봉미네르바) (미네르바레몬) (미네르바 쿨) (미네르바 아이스쿨) (드봉바이오 바디크린저)(성우:유남희)
- 공익광고협의회 (두 얼굴,질서는 능률,공든탑,톱니바퀴,오케스트라,등산객 등)